# Jan Vlk (letec)
Jan Vlk (14. února 1913 Podmoklice – 10. dubna 1942 Barnham) byl český stíhací pilot Royal Air Force v období druhé světové války.

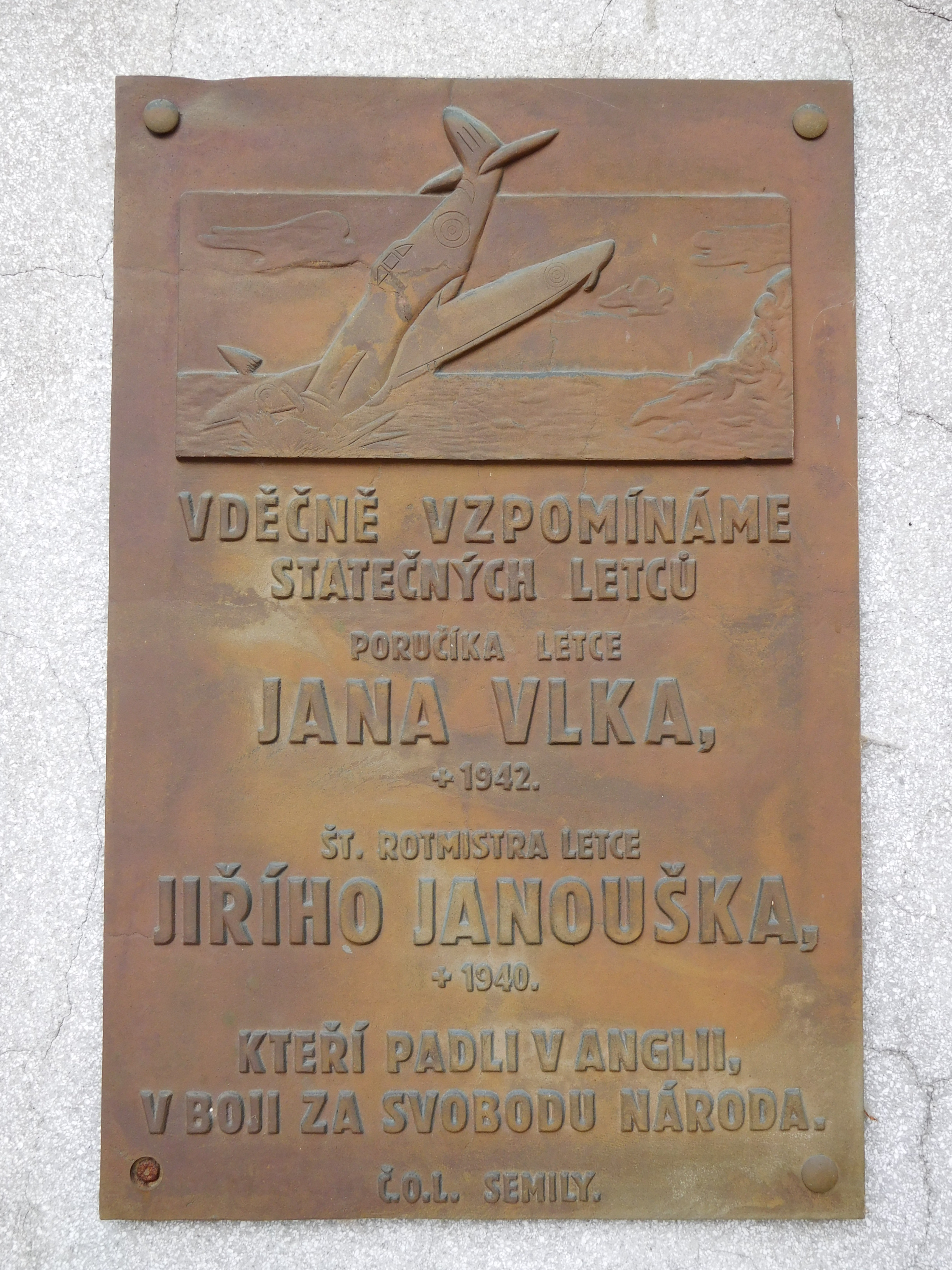
Pamětní deska v Semilech Jana Vlka a Jiřího Janouška

## Život

### Před druhou světovou válkou
Jan Vlk se narodil 14. února 1913 v Podmoklicích u Semil. Vyučil se elektromechanikem, přihlásil se ale k armádnímu letectvu a k 1. srpnu 1936 dosáhl u Leteckého pluku 2 kvalifikace polního-pilota letce. Následně sloužil u Leteckého pluku 1 v Hradci Králové.

### Druhá světová válka
Po německé okupaci opustil Jan Vlk v noci z 5. na 6. srpna 1939 v prostoru Bílého Kříže ilegálně Protektorát Čechy a Morava do Polska. Zde byl na krátkou dobu zařazen k polskému armádnímu letectvu, po pádu Polska v září 1939 byl internován v Sovětském svazu. Po propuštění byl přesunut do Spojeného království a po vstupu do Royal Air Force zařazen do 1. stíhací perutě. Dne 10. dubna 1942 zemřel u Barnhamu na konci výcvikového letu během cvičného nouzového přistání ve stroji Hawker Hurricane Z3970. Pohřben byl na hřbitově Portfield v Chichesteru.

## Posmrtná ocenění
- Jan Vlk byl in memoriam povýšen do hodnosti plukovníka
- V rodných Semilech byla letcům RAF Jiřímu Janouškovi a Janu Vlkovi odhalena pamětní deska[2]